# Dieter – Der Film
Dieter – Der Film – film animowany, którego bohaterem jest Dieter Bohlen, znany z takich zespołów jak Modern Talking czy Blue System. Film z przymrużeniem oka ukazuje życie estradowe i prywatne gwiazdora.

## Obsada (głosy)
- Dieter Bohlen jako Narrator
- Oliver Boettcher
- Marek Erhardt
- Bertram Hiese jako Dieter Bohlen
- Andreas Kaufman
- Robert Missler
- Jan-David Rönfeldt
- Wolfgang Völz jako Pan Putzfisch
- Antonia von Romatowski jako Verona / Naddel
- Harry Wijnvoord jako Teufel

## Ścieżka dźwiękowa[1]
Płyta została wydana także poza krajami niemieckojęzycznymi, nosiła w nich tytuł Dieter – The Hits.
1. Gasoline (Titelsong aus Dieter der Film) 3:40
2. Take Me To The Clouds 3:18
3. Shooting Star (unveröffentlicher Modern Talking Titel) 4:10
4. If I Were You 3:30
5. Bizarre Bizarre 3:46
6. Tears May Go 3:44
7. Don’t Let Me Down 3:51
8. Love Is Stronger 3:46
9. Senorita 3:56
10. The Way You Smile 3:30
11. How Will I Know 3:13
12. I Promised You 3:27

Modern Talking Bonustracks:
1. You’re My Heart, You’re My Soul 5:34
2. You Can In If You Want 3:50
3. Cheri, Cheri Lady 3:46
4. Brother Louie 3:41
5. Atlantis Is Calling (S.O.S. For Love) 3:48
6. Geronimo’s Cadillac 3:18